# Tecnocentrisme
El tecnocentrisme és un terme que denota un sistema de valors que se centra en la tecnologia i la seva capacitat de controlar i protegir el medi ambient. Els tecnocèntrics tenen una fe absoluta en la tecnologia i la indústria i creuen fermament que els éssers humans tenen el control sobre la natura. Tot i que els tecnocèntrics poden acceptar que hi ha problemes ambientals, que no els veuen com a problemes de ser resolts per una reducció en la indústria. Més aviat, els problemes ambientals són vistos com a problemes que cal resoldre mitjançant la ciència i la tecnologia. També creuen en la investigació científica. De fet, els tecnocèntrics veuren el camí que cal seguir els països desenvolupats i els països en desenvolupament, i les solucions als problemes ambientals, com a la mentida en el progrés científic i tecnològic (de vegades referides com a sostenibilitat emprenedora).

El tecnocentrisme sovint contrasta amb l'ecocentrisme. Els ecocèntrics, inclosos els ecologistes profunds, veuen a si mateixos com a subjectes a la natura, en lloc del control d'aquesta. Els falta la fe en la tecnologia moderna i la burocràcia se li atribueix. Els ecocèntrics argumentaran que el món natural ha de ser respectat pels seus processos i productes, i que la tecnologia de baix impacte i l'autosuficiència és més desitjable que el control tecnològic de la natura.
El tecnocentrisme també es pot referir a una visió del món que gira al voltant de la tecnologia. Molts nens d'avui podrien ser considerats com a tecnocèntrics, ja que aquesta és la forma en què moltes vegades aprenen informació nova i interaccionar amb el món.

## Origen del terme
El terme va ser reivindicat per haver estat encunyat per Seymour Papert el 1987 com una combinació de tecno- i egocentrisme:
Vaig encunyar la paraula tecnocentrisme de l'ús de Piaget de la paraula egocentrisme. Això no vol dir que els nens són egoistes, sinó que simplement vol dir que quan un nen pensa, totes les preguntes es refereixen al jo, a l'ego. El tecnocentrisme és la fal·làcia de fer referència a totes les preguntes a la tecnologia.
 Tanmateix, les referències a tecnocentrisme daten de molt abans d'això (vegeu, per exemple, i).

Entre les primeres referències citades per O'Riordan en el seu llibre "Environmentalism" (L'ambientalisme) (que inclou un ampli debat sobre les maneres d'ecocèntriques i tecnocèntriques de pensament) és la de Hays el 1959 on el tecnocentrisme es caracteritza per ser: 

L'aplicació de tècniques científiques i de gestió racionals i 'lliures de valors' per una elit professional, que considerava el medi ambient natural com a 'material neutre' a partir del qual l'home podria donar de forma rendible al seu destí.